# Robert Forster (acteur)
Pour les articles homonymes, voir Robert Forster et Forster.
Ne doit pas être confondu avec Robert Förster.
Robert Forster est un acteur américain, né le 13 juillet 1941 à Rochester dans le comté de Monroe (État de New York) et mort le 11 octobre 2019 à Los Angeles en Californie.
Il a joué dans de nombreux films de genre, parfois des films d'exploitation, mais sa carrière est relancée en 1997 grâce à Quentin Tarantino qui lui offre le rôle de Max Cherry dans Jackie Brown. Son interprétation lui vaut une nomination pour l'Oscar du meilleur acteur dans un second rôle. Il a par ailleurs officié dans plusieurs séries télévisées comme Heroes, Alcatraz, Les Experts : Manhattan ou encore Breaking Bad.

## Biographie

### Jeunesse
Robert Forster est né le 13 juillet 1941 à Rochester dans l'État de New York. Il est le fils de Grace Dorothy (née Montanarella) et Robert Wallace Forster, Sr. Son père est dresseur d'éléphants pour les compagnies Ringling Bros. et Barnum & Bailey, puis plus tard encore, directeur d'une entreprise de boulangerie. Sa mère est italienne de naissance, et les racines paternelles sont d'Irlande et Angleterre. Ses parents divorcent en 1949.[réf. nécessaire]

### Carrière

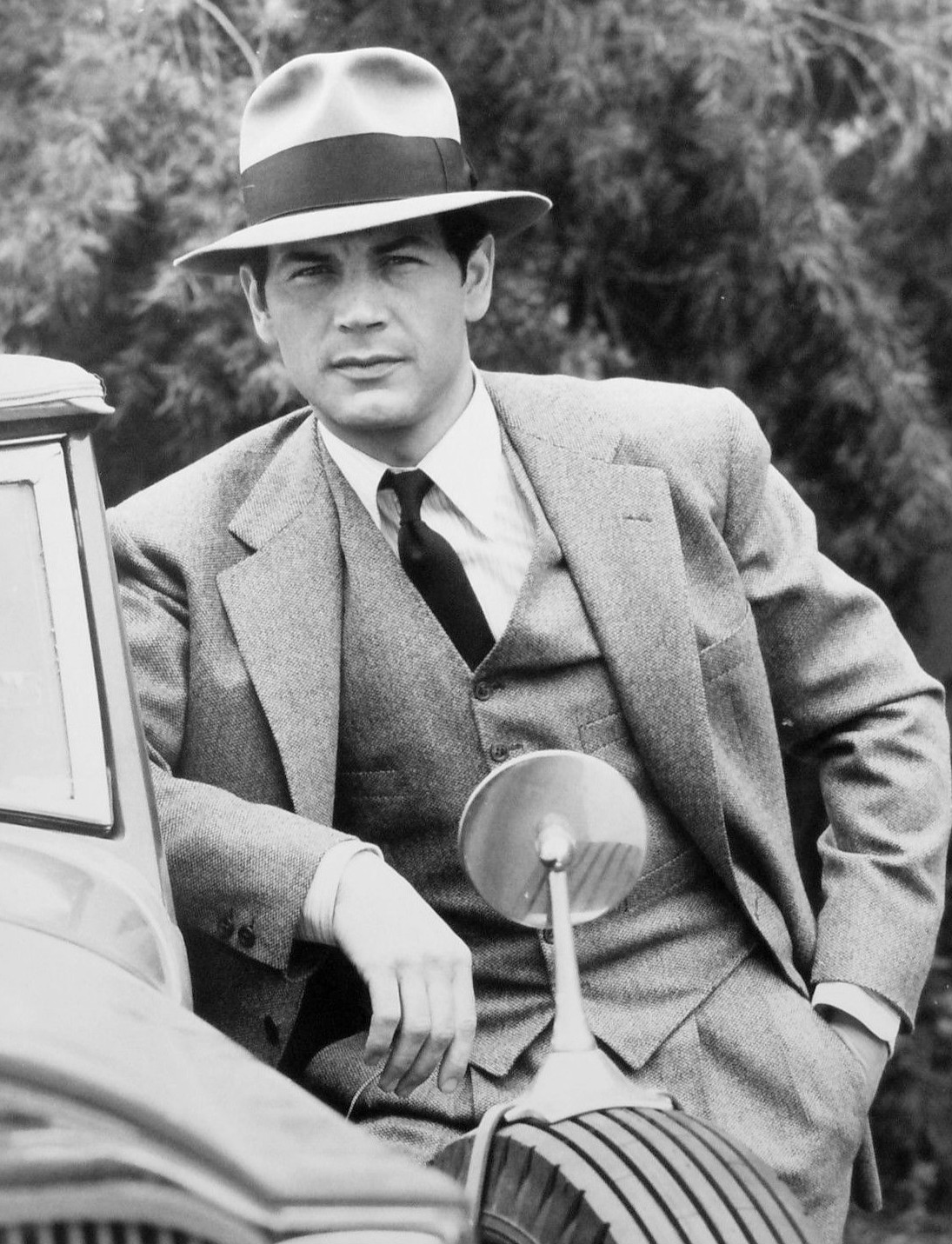
Robert Forster au début des années 1970 dans la série télévisée Banyon.

Robert Forster se découvre une passion pour la comédie dès le lycée. Il décroche un Baccalauréat universitaire ès lettres à l'université de Rochester en 1963. Il décide de s'orienter vers la scène et fréquente l’East Rochester Theater. Après des théâtres régionaux, il monte sur les planches à New York. Ne rencontrant pas le succès, il retourne vivre dans sa ville natale. Il est ensuite contacté par la 20th Century Fox.
Il débute au cinéma aux côtés d'Elizabeth Taylor et Marlon Brando dans Reflets dans un œil d'or de John Huston sorti en  1967. Il décroche ensuite des petits rôles dans des films comme L'Homme sauvage (Robert Mulligan, 1968), Medium Cool (Haskell Wexler, 1969) ou encore Justine (George Cukor, 1969). À la télévision, après des apparitions, il décroche le rôle principal de la série télévisée Banyon (en). Après l'arrêt de la série en 1973, il joue dans une quinzaine d'épisodes de Nakia. Il tourne également dans des séries B comme Police parallèle (Harry Falk, 1974) et The City (1977). Dans les années 1980, il joue dans plusieurs films d'action comme Delta Force (1986) avec Chuck Norris. Cette même année, sort également son premier et unique long métrage, Hollywood Harry. Sa carrière s’essouffle et il décide de donner des cours dans des écoles de cinéma à Hollywood.
En 1997, le film Jackie Brown de Quentin Tarantino relance sa carrière. Particulièrement fan des premiers films de l'acteur, le réalisateur-scénariste le choisit après une audition de sept heures. Robert Forster obtient le rôle de Max Cherry, aux côtés de Pam Grier, Samuel L. Jackson et Robert De Niro. Il est nommé pour l'Oscar du meilleur acteur dans un second rôle pour sa prestation.
Le succès de Jackie Brown lui permet de tourner des films plus importants, comme Psycho (1998) de Gus Van Sant, remake de Psychose d’Alfred Hitchcock. Il enchaine d'autres films au début des années 2000 comme Fous d'Irène (2000) de Peter et Bobby Farrelly, Human Nature (Michel Gondry, 2001) ou encore Mulholland Drive (David Lynch, 2001). Il alterne avec quelques apparitions télévisées avec notamment Karen Sisco (2003-2004), Heroes (2007-2008) ou Alcatraz (2012). Il tourne notamment avec George Clooney pour The Descendants (2012). Entre 2012 et 2018, il apparait dans plusieurs épisodes de C'est moi le chef !.
En 2013, il joue dans l'avant-dernier épisode de la cinquième et dernière saison de Breaking Bad. Il incarne le personnage d'Ed, un homme capable de fournir de nouvelles identités. Pour ce rôle, il est récompensé par le Saturn Award du meilleur artiste invité.
Il retrouve ensuite David Lynch en 2017 pour Twin Peaks: The Return, troisième saison de la série Twin Peaks diffusée entre 1990 et 1991. Il y joue le rôle du shérif Truman, frère de l'ancien shérif de la ville incarné par Michael Ontkean durant la première diffusion de la série .
Par ailleurs, Robert Forster devait apparaître à l'époque dans la série mais n'a pas pu se libérer.
Le jour de sa mort, il apparait de nouveau dans le rôle d'Ed pour les besoins du film El Camino (2019), disponible sur Netflix et faisant suite à la série Breaking Bad.
En février 2020, il apparait pour la dernière fois dans le rôle d'Ed pour les besoins du premier épisode de la cinquième saison de la série Better Call Saul, dérivé centré sur le personnage de l'avocat Saul Goodman incarné par Bob Odenkirk. En mars de la même année, il apparait dans la série Histoires fantastiques qui est diffusée sur Apple TV+.

### Vie privée
Robert Forster a été marié à June (née Provenzano) de mai 1966 à septembre 1975, après l'avoir rencontrée à l'Université de Rochester. Il a trois enfants de ce mariage : Elizabeth (née en 1967), Kathrine (née 1969) et Maeghen (née en 1972).

Il est ensuite marié à Zivia, de 1978 à 1980.

Il a également un fils, Robert III (né en 1965), d'une relation précédente.
Il était membre de la Triple Nine Society, une association de personnes ayant un QI très élevé (QI total d'au moins 146 selon l'échelle utilisée par le test WAIS-IV).

### Mort
Robert Forster meurt le 11 octobre 2019, jour de la sortie du dernier film dans lequel il jouait, El Camino : Un film Breaking Bad, à Los Angeles à l'âge de 78 ans des suites d'un cancer du cerveau,.

## Filmographie
Sauf indication contraire, les informations mentionnées dans cette section peuvent être confirmées par la base de données cinématographiques IMDb,  présente dans la section « Liens externes ».

### Acteur

#### Cinéma
Années 1960 et 1970
- 1967 : Reflets dans un œil d'or (Reflections in a Golden Eye) de John Huston : Pvt. L. G. Williams
- 1969 : L'Homme sauvage (The Stalking Moon) de Robert Mulligan : Nick Tana
- 1969 : Medium Cool de Haskell Wexler : John Cassellis
- 1969 : Justine de George Cukor : Narouz
- 1970 : Pieces of Dreams de Daniel Haller : Gregory Lind
- 1970 : Cover Me Babe de Noel Black : Tony Hall
- 1972 : Journey Through Rosebud de Tom Gries : Frank
- 1973 : Don Angelo est mort (The Don is Dead) de Richard Fleischer : Frank Regalbuto
- 1977 : Les Risque-tout de Mark L. Lester : Glen Wilson
- 1978 : Avalanche de Corey Allen : Nick Thorne
- 1979 : Le Trou noir de Gary Nelson : le capitaine Dan Holland
- 1979 : Du rouge pour un truand (The Lady in Red) de Lewis Teague : Turk (non crédité)

Années 1980
- 1980 : L'Incroyable Alligator (Alligator) de Lewis Teague : David
- 1981 : The Kinky Coaches and the Pom Pom Pussycats de Mark Warren : coach Alan Arnoldi
- 1981 : Vigilante de William Lustig : Eddie Marino
- 1985 : Walking the Edge de Norbert Meisel : Jason Walk
- 1986 : Delta Force (The Delta Force) de Menahem Golan : Abdul
- 1986 : Hollywood Harry de lui-même : Harry Petry
- 1988 : Counterforce (Escuadrón) de José Antonio de la Loma : le dictateur
- 1989 : Satan's Princess de Bert I. Gordon : Lou Cherney
- 1989 : The Banker de William Webb : Dan
- 1989 : La bahía esmeralda de Jesús Franco : Madero

Années 1990
- 1990 : Peacemaker de Kevin Tenney : Yates
- 1991 : Committed de William A. Levey : Dr Desmond Moore
- 1991 : Checkered Flag (en) de John Glen et Michael Levine : Jack Cotton
- 1991 : Diplomatic Immunity de Peter Maris : Stonebridge
- 1991 : 29th Street de George Gallo : le sergent Tartaglia
- 1991 : Je danserai si je veux de Thomas Constantinides : Vinnie
- 1993 : Maniac Cop 3 de William Lustig : Dr Powell
- 1993 : South Beach de Fred Williamson et Alain Zaloum : l'inspecteur de Ted Coleman
- 1993 : L'arme blanche (American Yakuza) de Frank A. Cappello : Littman
- 1993 : Cover Story de Gregg Smith : le thérapeute
- 1995 : Scanner Cop 2 de Steve Barnett : le capitaine Jack Bitters
- 1995 : Guns and Lipstick de Jenö Hodi : le capitaine Dimaggio
- 1996 : The Method de Kevin Lewis : le père de Christian
- 1996 : Original Gangstas de Larry Cohen et Fred Williamson : l'inspecteur Slatten
- 1996 : Hindsight de John T. Bone : Michael Donahue
- 1997 : Uncle Sam de William Lustig : Alvin Cummings
- 1997 : Américain impekable (American Perfekt) de Paul Chart : Jake
- 1997 : Demolition University de Kevin Tenney : Gentry
- 1997 : Jackie Brown de Quentin Tarantino : Max Cherry
- 1997 : Night Vision de Gil Bettman : Teak Taylor
- 1998 : Psycho de Gus Van Sant : Dr Simon
- 1998 : Outside Ozona de J. S. Cardone : Odell Parks
- 1999 : It's The Rage de James D. Stern et Keith Reddin : Tyler
- 1999 : Family Tree de Duane Clark : Henry Musser
- 1999 : Y a-t-il un parrain pour sauver la mafia ? (Kiss Toledo Goodbye) de Lyndon Chubbuck : Sal Fortuna

Années 2000
- 2000 : Supernova de Walter Hill : A. J. Marley
- 2000 : The Magic of Marciano de Tony Barbieri : Henry
- 2000 : Lakeboat de Joe Mantegna : Joe Pitko
- 2000 : Cowboys and Angels de Gregory C. Haynes : un homme au mariage (non crédité)
- 2000 : Fous d'Irène (Me, Myself and Irene) de Peter et Bobby Farrelly : le colonel Partington
- 2000 : Diamond Men de Dan Cohen : Eddie Miller
- 2001 : Human Nature de Michel Gondry : le père de Nathan
- 2001 : Mulholland Drive de David Lynch : Harry McKnight
- 2001 : Petite arnaque entre amis (Finder's Fee) de Jeff Probst : officier Campbell
- 2002 : Lone Hero de Ken Sanzel : Gus
- 2002 : Strange Hearts de Michelle Gallagher : Jack Waters
- 2002 : Meurtre à Greenwich (Murder in Greenwich) de Tom McLoughlin
- 2002 : Magic Baskets (Like Mike) de John Schultz : le coach Wagner
- 2003 : Confidence de James Foley : Morgan Price
- 2003 : Charlie's Angels : Les Anges se déchaînent ! (Charlie's Angels: Full Throttle) de McG : Roger Wixon
- 2003 : Grand Theft Parsons de David Caffrey : Stanley Parsons
- 2005 : Cursed de Wes Craven (coupé au montage)
- 2006 : Firewall de Richard Loncraine : Harry Romano
- 2006 : Slevin (Lucky Number Slevin) de Paul McGuigan : Murphy
- 2006 : Wild Seven de James M. Hausler : Wilson
- 2007 : Rise de Sebastian Gutierrez : Lloyd
- 2007 : D-War : La Guerre des dragons (D-War) de Shim Hyung-rae : Jack
- 2008 : Cleaner de Renny Harlin : Arlo Grange
- 2008 : Mala wielka milosc de Lukasz Karwowski : George Patten
- 2008 : Jack and Jill vs. the World de Vanessa Parise : Norman / le narrateur
- 2008 : Touching Home de Logan et Noah Miller : Jim Perkins
- 2009 : The Code (Thick as Thieves) de Mimi Leder : le lieutenant Weber
- 2009 : Hanté par ses ex (Ghosts of Girlfriends Past) de Mark Waters : le sergent Volkom
- 2009 : Middle Men de George Gallo : Louie LA LA

Années 2010
- 2010 : La Méthode Bannen (The Bannen Way ) de Jesse Warren : oncle B.
- 2010 : L'affaire McClain (The Trial) de Gary Wheeler : Ray
- 2010 : Kalamity de James M. Hausler : Tom Klepack
- 2011 : The Descendants d'Alexander Payne : Scott
- 2011 : Girl Walks into a Bar de Sebastian Gutierrez : Dodge
- 2012 : Hotel Noir de Sebastian Gutierrez : Jim Logan
- 2013 : La Chute de la Maison-Blanche d'Antoine Fuqua : le général Edward Clegg, chef d'État-major
- 2013 : Somewhere Slow de Jeremy O'Keefe : Chris McConville
- 2013 : Coffee, Kill Boss de Nathan Marshall : Walt Ford
- 2014 : Autómata de Gabe Ibáñez : Robert Bold
- 2015 : Survivor de James McTeigue : Bill Talbot
- 2015 : Too Late de Dennis Hauck : Gordy Lyons
- 2015 : La Chute de Londres (London Has Fallen) de Babak Najafi : le général Edward Clegg, chef d'État-major
- 2015 : The Adventures of Biffle and Shooster de Michael Schlesinger : lieutenant Frank Murphy
- 2016 : The Confirmation de Bob Nelson : Otto
- 2016 : The American Side de Jenna Ricker : Whitmore
- 2016 : Bus Driver de Brian Herzlinger : le général Sorbin
- 2017 : Small Town Crime d'Eshom et Ian Nelms : Steve Yendel
- 2017 : Small Crimes d'E. L. Katz : Joe Denton Sr.
- 2017 : Jésus, l'enquête (The Case for Christ) de Jon Gunn : Walter Strobel
- 2017 : Acts of Vengeance d'Isaac Florentine : Chuck
- 2018 : Pionnière (Damsel) de David Zellner et Nathan Zellner : le vieux prêcheur
- 2018 : What They Had d'Elizabeth Chomko : Burt
- 2018 : Bigger de George Gallo : Joe
- 2019 : Phil de Greg Kinnear : Bing Fisk
- 2019 : El Camino : Un film Breaking Bad (El Camino: A Breaking Bad Movie) de Vince Gilligan : Ed Galbraith
- 2019 : The Wolf of Snow Hollow de Jim Cummings : Sheriff Hadley

#### Télévision
- 1967 : N.Y.P.D. (série télévisée) - 1 épisode : Tony
- 1968 : Premiere (série télévisée) - 1 épisode : Doug Payson
- 1968 : Judd, for the Defense (série télévisée) - 1 épisode : Ray Elliott
- 1971-1973 : Banyon (série télévisée) - 16 épisodes : Miles C. Banyon
- 1974 : Police parallèle (The Death Squad) (téléfilm) de Harry Falk : Eric Benoit
- 1974 : Nakia (série télévisée) - 14 épisodes : shérif Nakia Parker
- 1974 : Medical Story (série télévisée) - 1 épisode : David Corbin
- 1975-1977 : Police Story (série télévisée) - 5 épisodes : rôles diverses
- 1976 : Royce (téléfilm) d'Andrew V. McLaglen : Royce
- 1976 : Gibbsville (série télévisée) - 1 épisode :
- 1977 : The City (téléfilm) de Harvey Hart : Royce
- 1978 : Standing Tall (téléfilm) de Harvey Hart : Luke Shasta
- 1979 : The Darker Side of Terror (téléfilm) de Gus Trikonis : Paul Corwin / Clone
- 1981 : Goliath Awaits (téléfilm) de Kevin Connor : Jeff Selkirk
- 1985 : Magnum (série télévisée) - 2 épisodes : Tyler Peabody McKinney
- 1986 : Arabesque (Murder, She Wrote) (série télévisée) - 1 épisode : Gilbert Gaston
- 1987 : Histoires de l'autre monde (Tales from the Dark Side) (série télévisée) - 1 épisode : Garry Cooley
- 1987 : Hôtel (Hotel) (série télévisée) - 1 épisode : Steve Cameron
- 1987 : Once a Hero (série télévisée) - 3 épisodes : Gumshoe
- 1987 : Guillaume Tell (Crossbow) (série télévisée) - 3 épisodes : Aymong
- 1991 : La loi est la loi (Jake and the Fatman) (série télévisée) - 2 épisodes : Ed Delaney
- 1991 : Enquêtes à Palm Springs (P.S. I Luv U) (série télévisée) - 1 épisode : Dan
- 1993 : Amour, sexe et sang-froid (Sex, Love and Cold Hard Cash) (téléfilm) de Harry Longstreet : Sid
- 1993 : Les Dessous de Palm Beach (Silk Stalkings) (série télévisée) - 1 épisode : Vince Riker
- 1995 : Arabesque (Murder, She Wrote) (série télévisée) - 1 épisode : Frank Roussel
- 1995 : Waikiki Ouest (One West Waikiki) (série télévisée) - 1 épisode : Gerard Foster
- 1995-1997 : Walker, Texas Ranger (série télévisée) - 2 épisodes
- 1998 : Fenêtre sur cour (Rear Window) (téléfilm) de Jeff Bleckner : l'inspecteur Charlie Moore
- 1999 : Spawn (Todd McFarlane's Spawn) (série télévisée d'animation) - 3 épisodes : Major Forsberg (voix)
- 2000 : Godzilla, la série (Godzilla: The Series) (série télévisée d'animation) - 1 épisode : Jack Chapman (voix)
- 2002 : Le Choix de l'amour (Due East) de Helen Shaver (téléfilm) : Jesse Rapple
- 2002-2003 : Fastlane (série télévisée) - 2 épisodes : Ray-Ray
- 2003 : Street Time (série télévisée) - 1 épisode : Tony DeAngelo
- 2003-2004 : Karen Sisco (série télévisée) - 10 épisodes : Marshall Sisco
- 2007 : Desperate Housewives (série télévisée) : Nick Delfino
- 2008 : Heroes (série télévisée) : Arthur Petrelli
- 2011 : Alcatraz (série télévisée) : Ray Archer
- 2012-2018 : C'est moi le chef ! (Last Man Standing) - 10 épisodes : Bud Baxter
- 2013 : Breaking Bad (série télévisée) - 1 épisode : Ed Galbraith
- 2017 : Twin Peaks: The Return (série télévisée, saison 3) de David Lynch : Shérif Frank Truman
- 2020 : Better Call Saul (série télévisée, saison 5) - 1 épisode : Magic Man. Le générique de cet épisode lui rend hommage.
- 2020 : Amazing Stories (série télévisée, saison 1) - 1 épisode : Dynoman et le Volt (Apple TV+). Le générique de cet épisode lui rend hommage.

### Producteur
- 1985 : K 2000 (Knight Rider) - Saison 4, épisode 6
- 1986 : Hollywood Harry de lui-même
- 2000 : Diamond Men de Dan Cohen

### Réalisateur
- 1986 : Hollywood Harry

## Distinctions principales

### Récompenses
- Festival international du film des Hamptons 2000 : prix spécial pour Diamond Men[12]
- Saturn Awards 2014 : meilleur artiste invité pour Breaking Bad

### Nominations
- Oscars 1998 : meilleur acteur dans un second rôle pour Jackie Brown
- Saturn Awards 1998 : meilleur acteur dans un second rôle pour Jackie Brown
- Chlotrudis Awards 2002 : meilleur acteur pour Diamond Men
- Saturn Awards 2009 : meilleur artiste invité pour Heroes

## Anecdote
En l'honneur de son père, Robert Forster fait apparaître une affiche du cirque Barnum & Bailey dans un plan du film Jackie Brown, en accord avec le réalisateur Quentin Tarantino : on peut l'apercevoir dans le bureau de Max Cherry, le personnage qu'il joue.

## Voix francophones
En version française, plusieurs comédiens se succèdent jusqu'au début des années 2010 pour doubler Robert Forster. Il est notamment doublé à trois reprises par Philippe Catoire dans Magic Baskets, Hanté par ses ex et The Code, à deux reprises chacun par Jean Barney dans Avalanche, Psycho, par Bruno Devoldère dans  Confidence et Slevin, par Jean-Pierre Moulin dans Fenêtre sur cour et Fastlaneainsi que par Patrick Messe dans Human Nature et État d'alerte. À titre exceptionnel, il est doublé par Marc de Georgi dans L'Homme sauvage, Jacques Thebault dans Don Angelo est mort, Bernard Woringer dans Le Trou noir, Bernard Murat dans Vigilante, Mostefa Stiti dans Delta Force, Alain Dorval dans Jackie Brown, Jean-Claude Sachot dans Fous d'Irène, Patrick Floersheim dans Le Choix de l'amour, Paul Borne dans Firewall, Pierre Dourlens dans D-War et Alain Choquet dans Heroes.
Si Patrick Raynal le double en 2003 dans Charlie's Angels : Les Anges se déchaînent !, ce n'est qu'à partir de 2012 et la série Alcatraz qu'il devient sa voix régulière. Il le retrouve dans Breaking Bad, Autómata, Twin Peaks, I'm Dying Up Here, What They Had, El Camino : Un film Breaking Bad et Better Call Saul. En parallèle, il est notamment doublé à trois reprises par Achille Orsoni dans Divorce, Acts of Vengeance et Pionnière ainsi qu'à deux reprises par Frédéric Cerdal dans les films La Chute de la Maison-Blanche et La Chute de Londres. À noter que Patrick Waleffe le double pour la version belge du film Acts of Vengeance. Enfin, il est doublé par Philippe Ariotti dans C'est moi le chef !, Jean-Yves Chatelais dans The Descendants et Bernard Métraux dans Survivor.